# خط عرض 31° جنوب
خط عرض 31° جنوب هي إحدى دوائر العرض الجغرافية، وهي دوائر وهمية تحيط بالكرة الأرضية، وموازية لخط الاستواء، وتتميز هذه الدائرة بأن الأراضي الواقعة عليها تنتمي للمنطقة المعتدلة الدفيئة.

## حول العالم
خط عرض 31° جنوب يبدأ من خط الزوال الأولي ويتجه شرقا ويمر عبر:
| الإحداثيات                           | البلد أو الإقليم أو البحر | ملاحظات |
| ------------------------------------ | ------------------------- | --- |
| 31°0′S 0°0′E / 31.000°S 0.000°E      | المحيط الأطلسي            | |
| 31°0′S 17°40′E / 31.000°S 17.667°E   | جنوب إفريقيا              | كيب الشمالية - لحوالي 20 km كيب الغربية Northern Cape كيب الشرقية كوازولو ناتال - لحوالي 13 km                                                                                                 |
| 31°0′S 30°16′E / 31.000°S 30.267°E   | المحيط الهندي             | |
| 31°0′S 115°19′E / 31.000°S 115.317°E | أستراليا                  | أستراليا الغربية جنوب أستراليا نيوساوث ويلز |
| 31°0′S 153°2′E / 31.000°S 153.033°E  | المحيط الهادئ             | |
| 31°0′S 71°39′W / 31.000°S 71.650°W   | تشيلي                     | إقليم كوكيمبو |
| 31°0′S 70°17′W / 31.000°S 70.283°W   | الأرجنتين                 | سان خوان (محافظة) لا ريوخا (محافظة) قرطبة (محافظة) سانتا في (محافظة) إنتري ريوس (محافظة) Passing near the cities of بارانا، انتري ريوس (مدينة) (31°44′S 60°32′W) و سانتا في (31°38′S 60°42′W). |
| 31°0′S 57°52′W / 31.000°S 57.867°W   | الأوروغواي                | |
| 31°0′S 55°53′W / 31.000°S 55.883°W   | البرازيل                  | ريو غراندي دو سول - لحوالي 13 km |
| 31°0′S 55°45′W / 31.000°S 55.750°W   | الأوروغواي                | |
| 31°0′S 55°26′W / 31.000°S 55.433°W   | البرازيل                  | Rio Grande do Sul |
| 31°0′S 50°41′W / 31.000°S 50.683°W   | المحيط الأطلسي            | |